# Purranisaurus
Genre
Genres de rang inférieur
- † P. potens Rusconi[1], 1948, Espèce type
- † P. casamiquelai Gasparini et Chong[2], 1977
- † P. westermanni Gasparini[3], 1980

Purranisaurus  est un genre éteint de grands crocodyliformes marins de la famille des métriorhynchidés et de la sous-famille des géosaurinés ayant existé du Jurassique moyen (Callovien) au tout début du Crétacé inférieur (Berriasien inférieur), soit il y a environ entre 165 et 140 Ma (millions d'années). Ses restes fossiles ont été découverts en Amérique du Sud au Chili et en Argentine.

## Historique
L'espèce type Purranisaurus potens a été décrite à l'origine, en 1948, par C. Rusconi, comme un plésiosaurien. En 1975, Gasparini démontre qu'il s'agit en fait d'un Crocodyliformes métriorhynchidé qui pourrait être un synonyme junior du genre Metriorhynchus.
Au début du XXIe siècle, Mark T. Young et ses équipes, valident le genre et lui adjoignent deux nouvelles espèces, P. casamiquelai et P. westermanni précédemment attribuées au genre Metriorhynchus,.

## Description

### Taille
La crâne de Purranisaurus casamiquelai mesure 62 centimètres et la longueur totale de l'animal a été estimée par Mark T. Young et ses collègues à 3,30 mètres. 

## Liste des espèces
- † Purranisaurus potens, découverte dans la formation géologique de la Vaca Muerta du Tithonien et du Berriasien inférieur de la province de Neuquén en Argentine. Cette espèce n'avait jamais fait l'objet d'une description détaillée ou d'illustrations. Sa validité était discutée, avant une description détaillée en 2015 qui a validé le taxon[9]. Le genre Purranisaurus, et en particulier, P. potens, est une des plus basales de la sous-famille des géosaurinés[9] ;
- † Purranisaurus casamiquelai, découverte au Chili dans le Jurassique moyen (Callovien)[2] ;
- † Purranisaurus westermanni, découverte au Chili dans le Jurassique moyen (Callovien), qui a été en 2000 considérée comme un synonyme junior de P. casamiquelai[10], avant d'être réhabilitée en 2008[11].